# Biserica de lemn din Zimbor

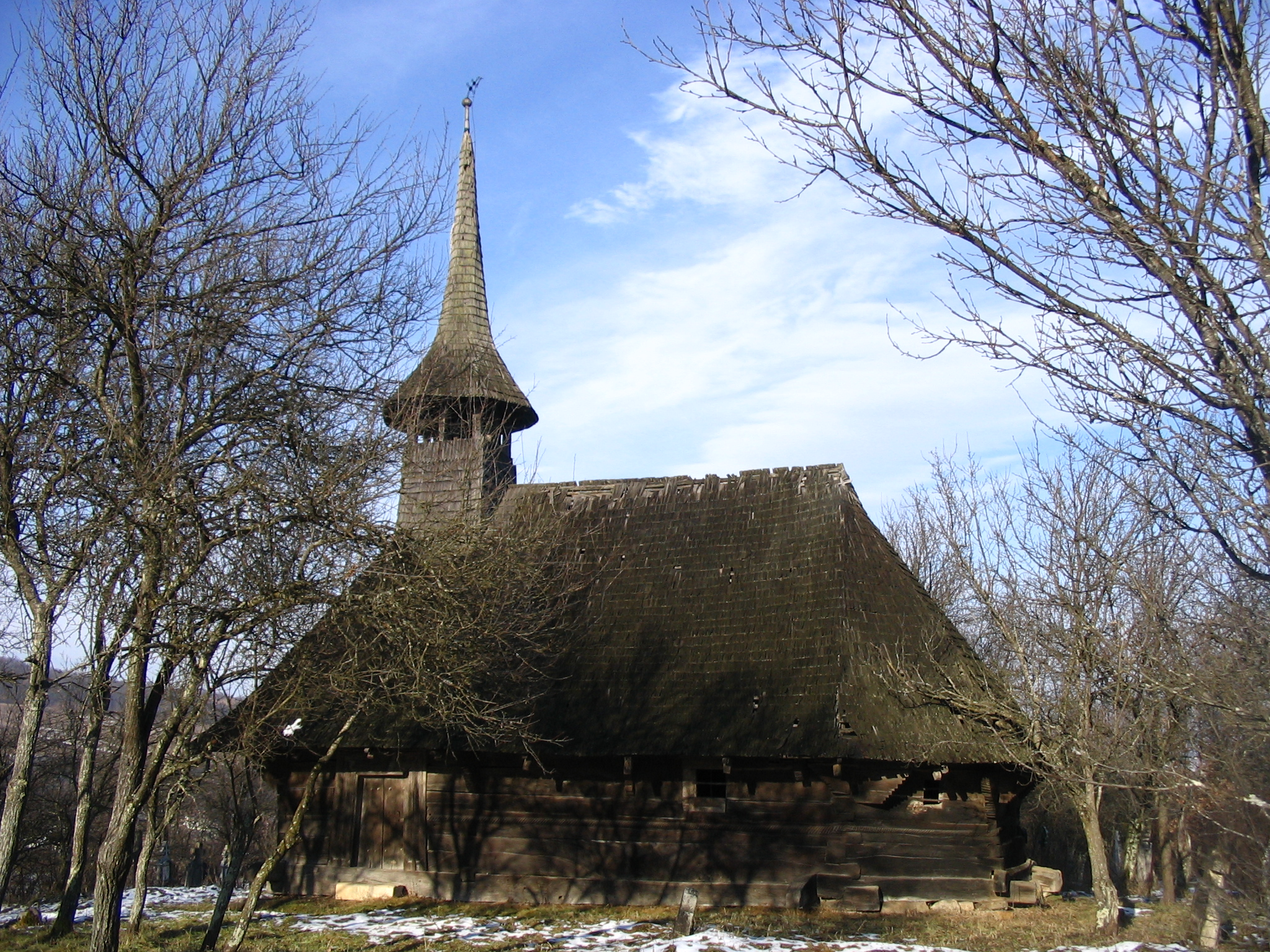
Biserica de lemn din Zimbor

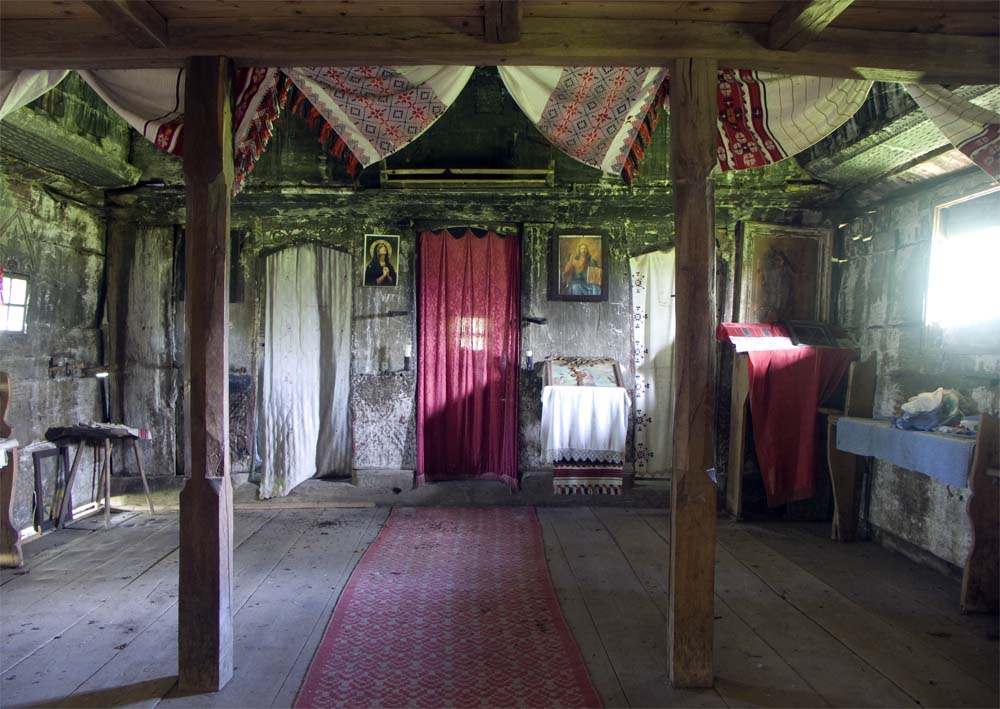
Interiorul navei, 2008

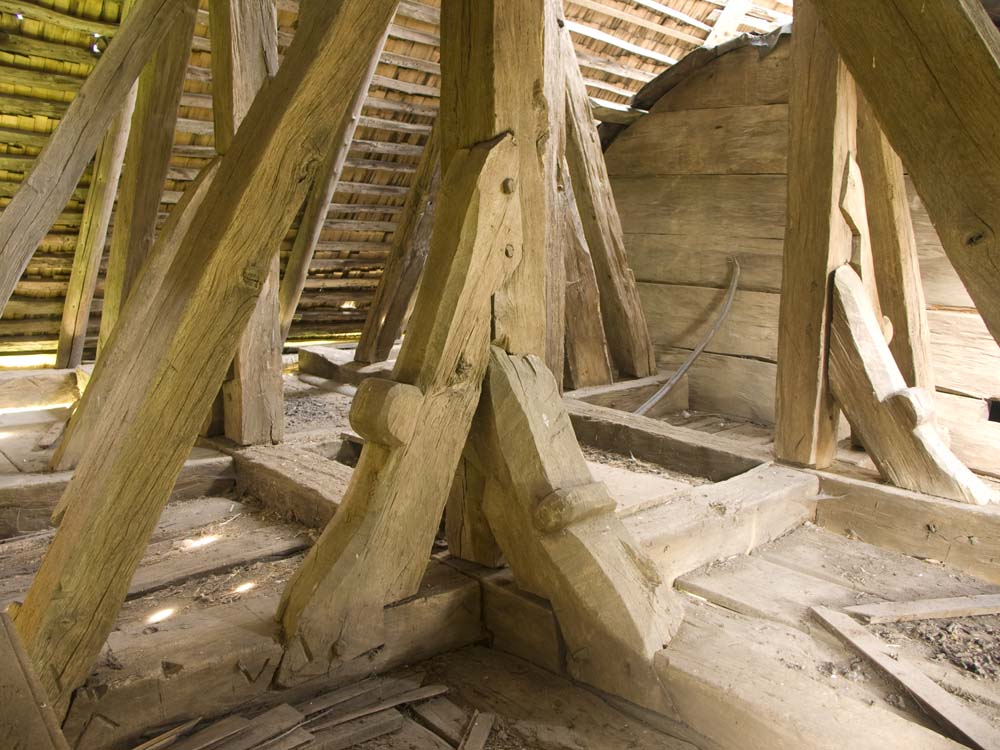
Tălpile turnului, 2008

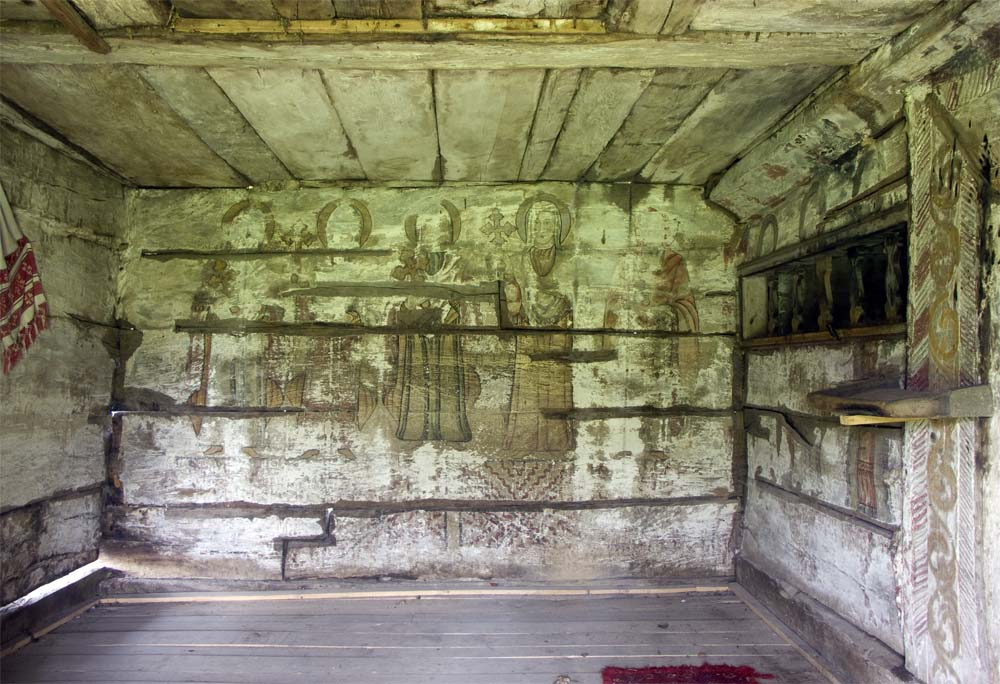
Mucenițe amenințate de ploi prin acoperișul găurit, 2008

Biserica de lemn din Zimbor se află în localitatea omonimă din județul Sălaj și este databilă la mijlocul secolului al XVII-lea. Biserica se află pe lista monumentelor istorice sub codul LMI:  SJ-II-m-A-05148.

## Istoric
Biserica nu este datată. O inscripție de pe vechea poartă de intrare în cimitir indică: "Ani de la Is Hs 1643". Este interesantă folosirea mixtă de litere latine și chirilice în această inscripție. 
Anul 1643 ar putea fi transferat într-o anumită măsură și bisericii, care, prin câteva trăsături vechi, susține o astfel de datare. Dintre trăsăturile vechi întâlnite aici se pot menționa: fereastra cu oblon prins în structura pereților pe latura de nord a navei, piciorul de altar sculptat în formă de potir, lipsa inițială a turnului, tipul simplu de chetoare adeseori închisă cu cep și altele. Există totuși rezerva faptului că în Sălaj s-au păstrat unele trăsături arhaice mai mult decât în alte părți. De aceea este necesară aprofundarea cercetărilor pentru datarea relativă sau certă a bisericii de lemn. 
Corul din navă este datat de o inscripție pe unul din stâlpii lui de sprijin din anul 1892. Biserica are nevoie de o reparație urgentă a acoperișului.

## Trăsături
În afara trăsăturilor de mare vechime, se poate reține îndeosebi modul decorativ prin care au fost tratate diagonalele scurte ce descarcă picioarele turnului pe tălpi. Acestea ar putea trăda faptul că tinda nu a fost acoperită după ridicarea turnului, acesta din urmă fiind pus în valoare prin tratarea decorativă. 
O altă trăsătură majoră pentru acest lăcaș este decorul pictat pe portalul interior, spre navă. Acesta a fost dintr-un-ceput gândit astfel. Spalarea picturii datorită ploilor ce trec prin acoperiș ar fi o pierdere mare.

## Imagini

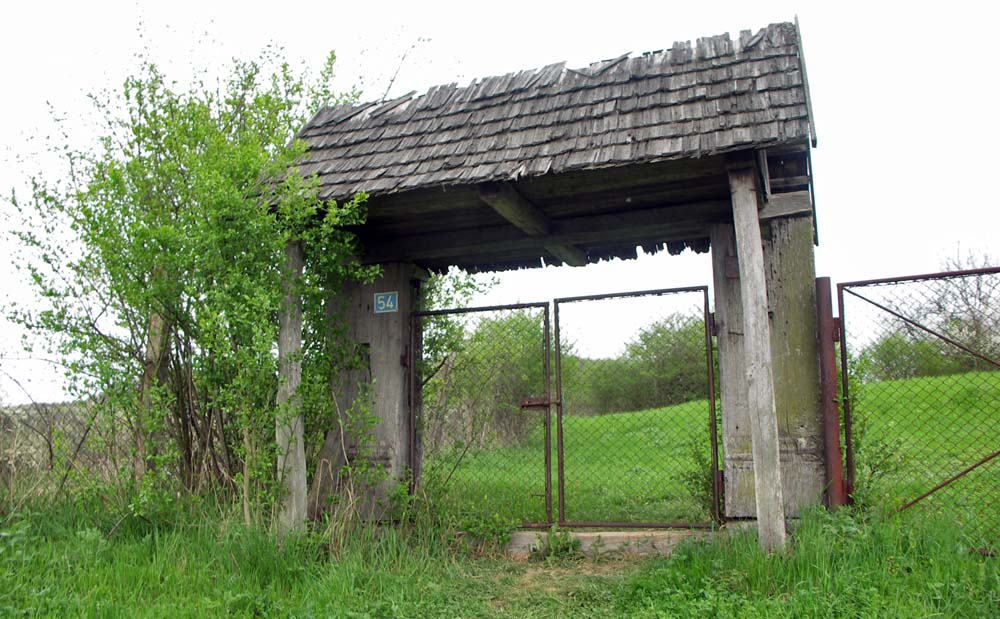
Poarta cimitirului datată 1643
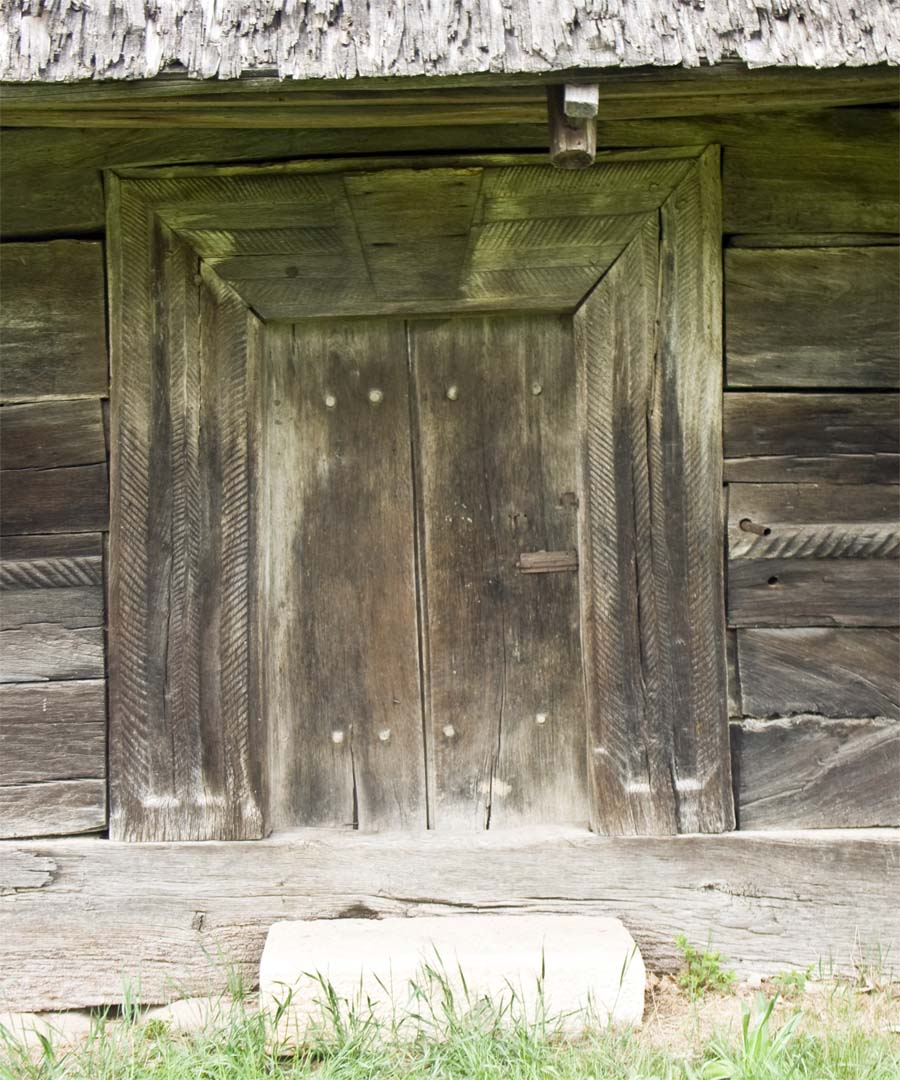
Portalul de intrare, 2008
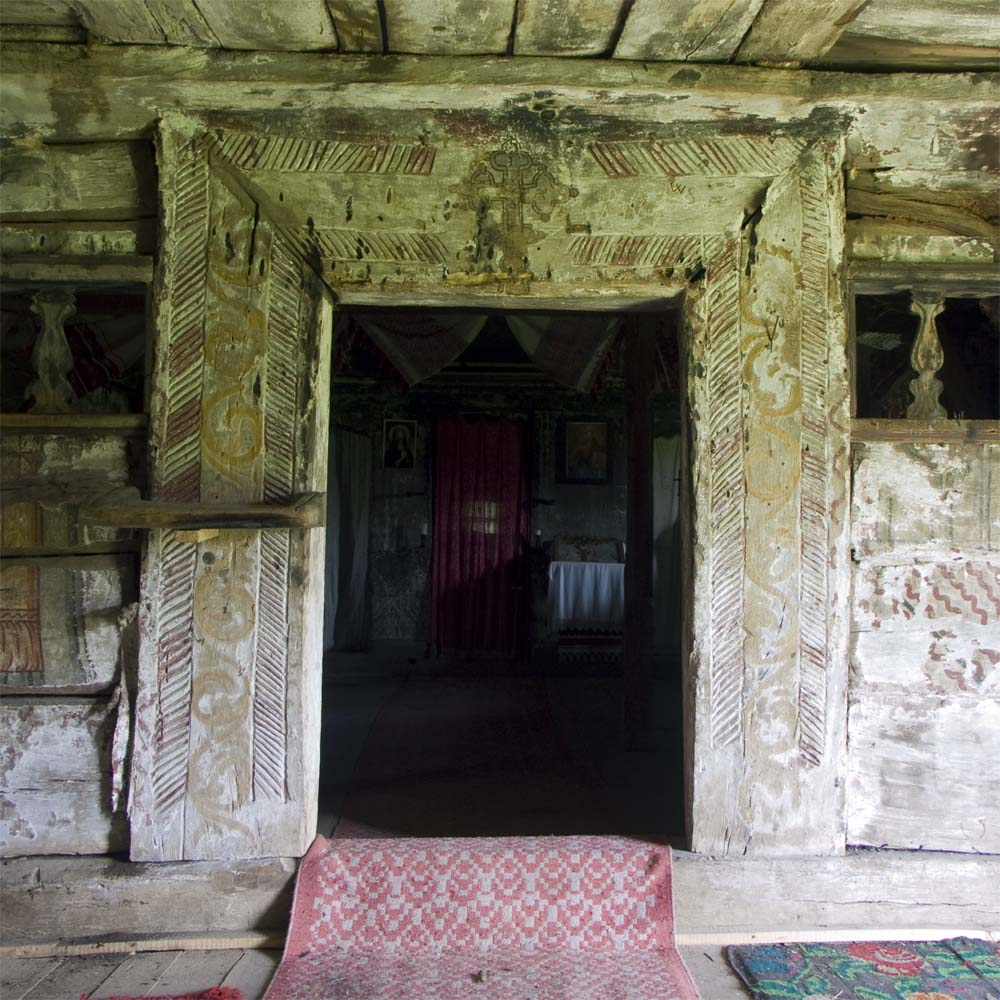
Portalul interior, pictat, 2008
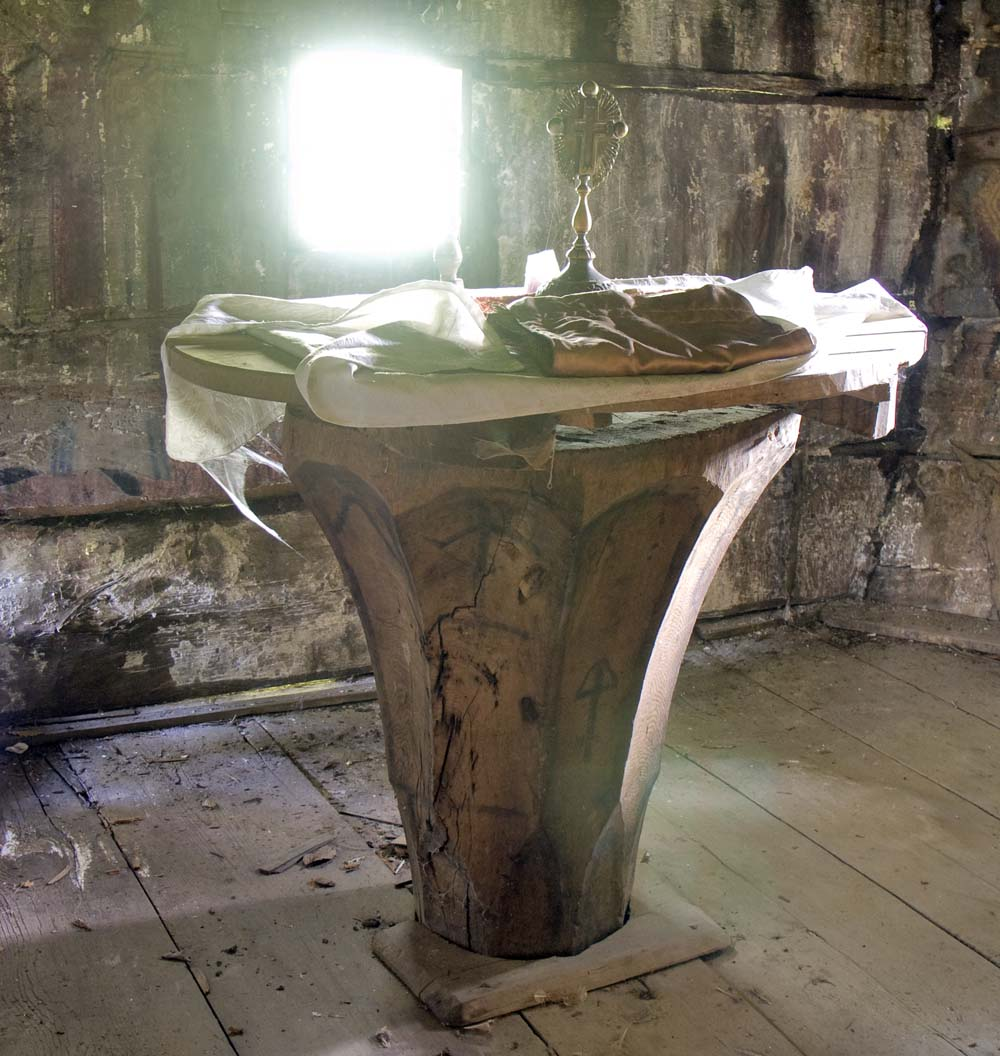
Piciorul altarului, 2008

## Biserica în timpul reparațiilor din februarie 2009

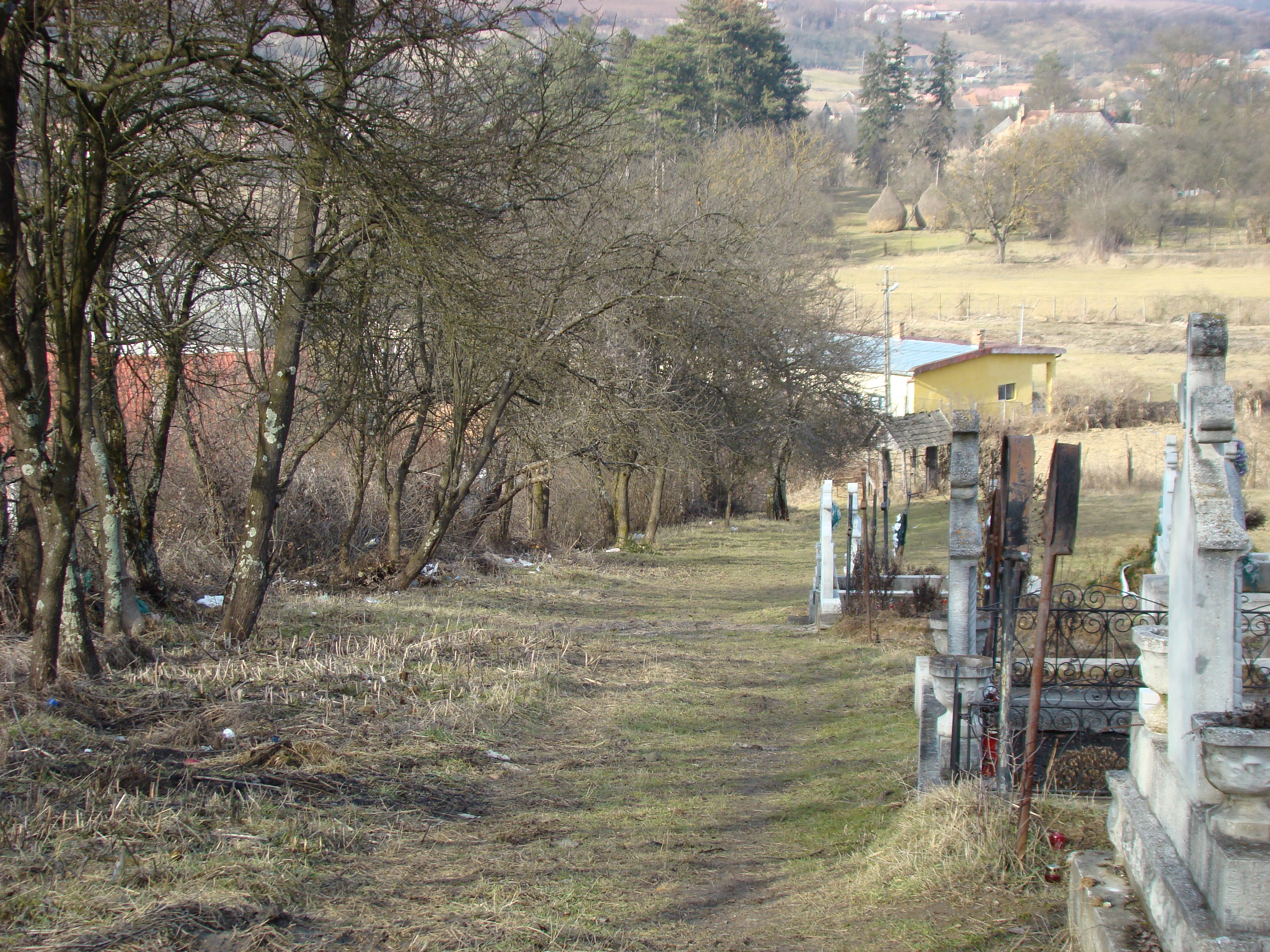
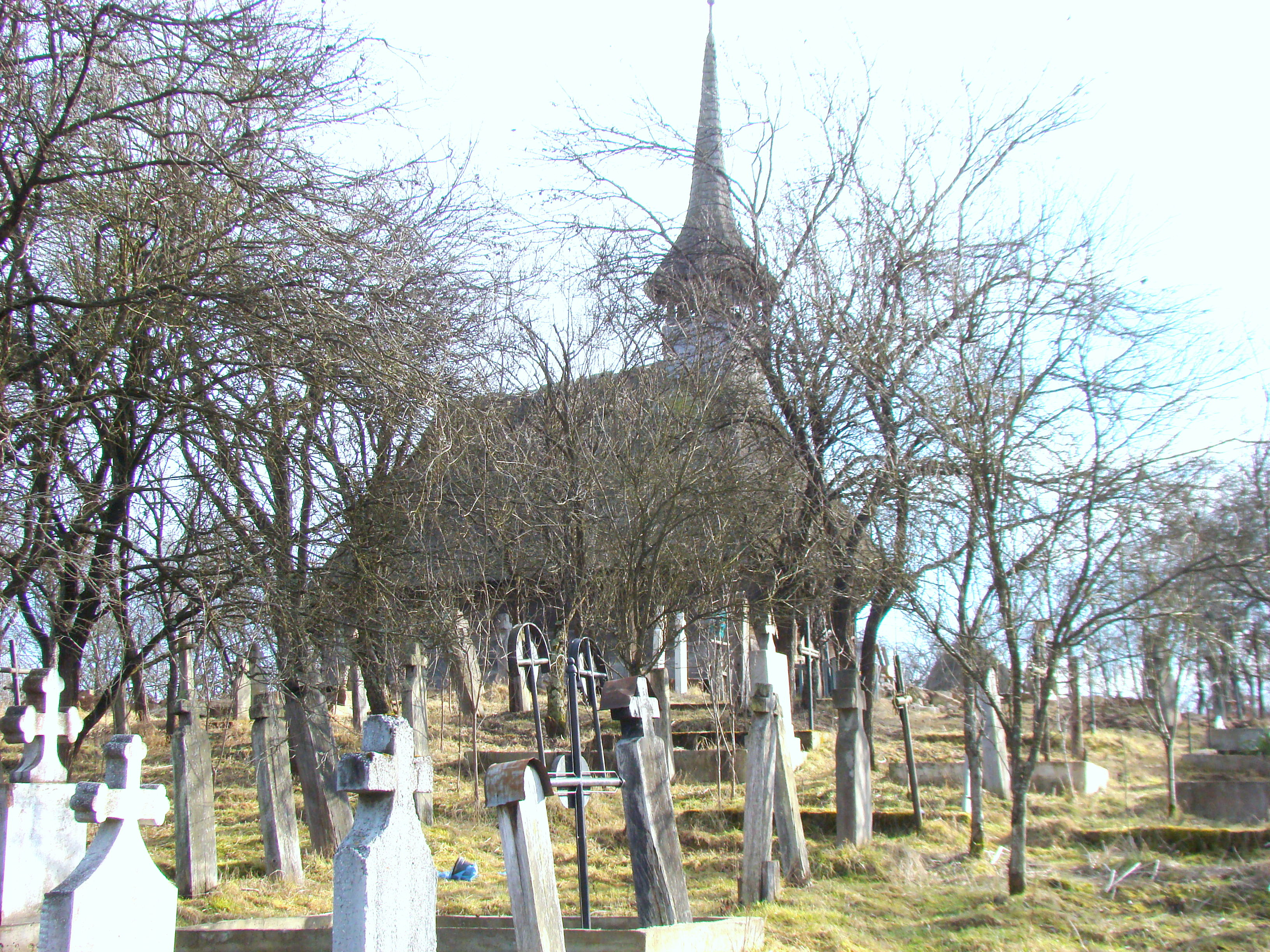
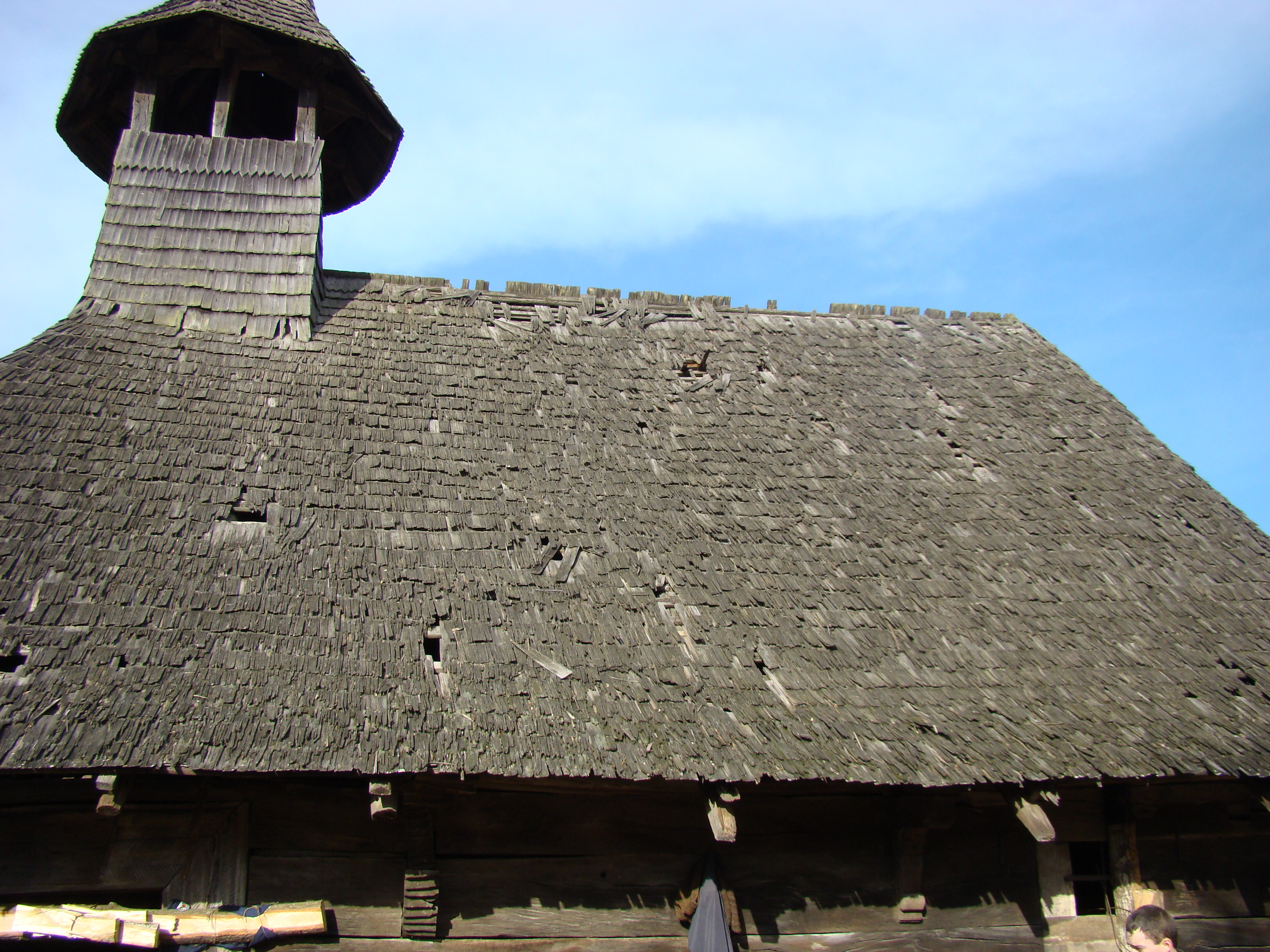
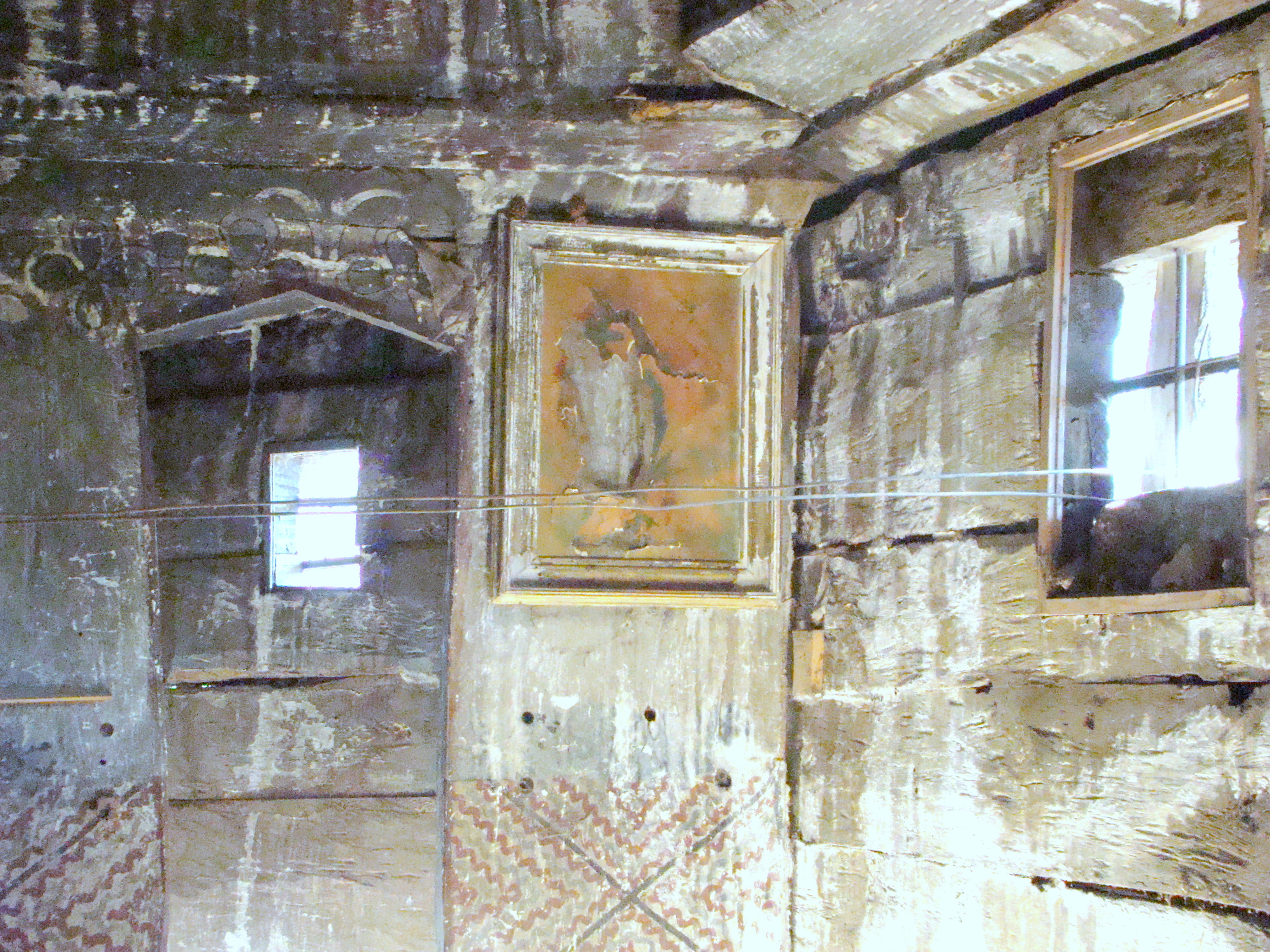
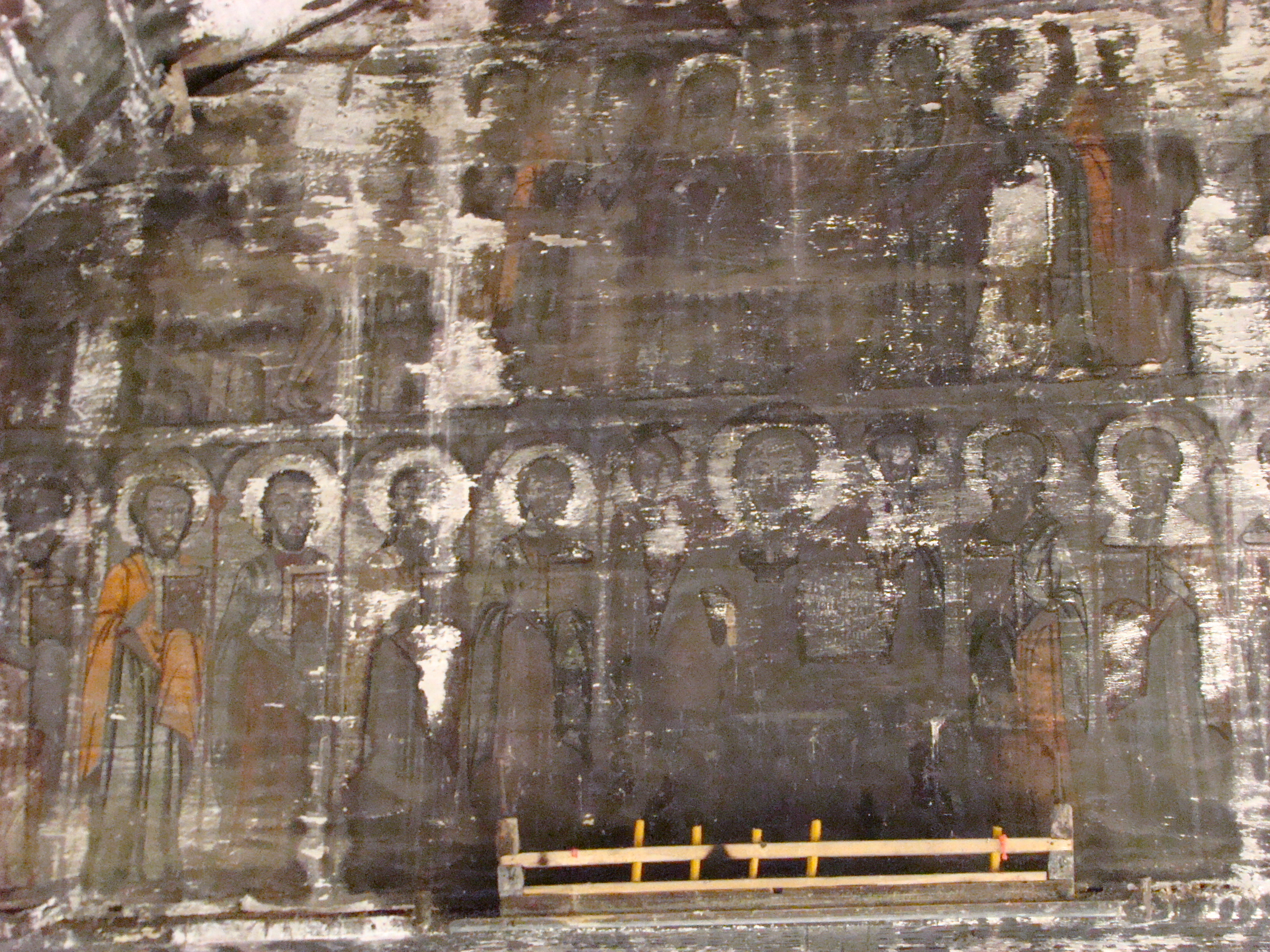
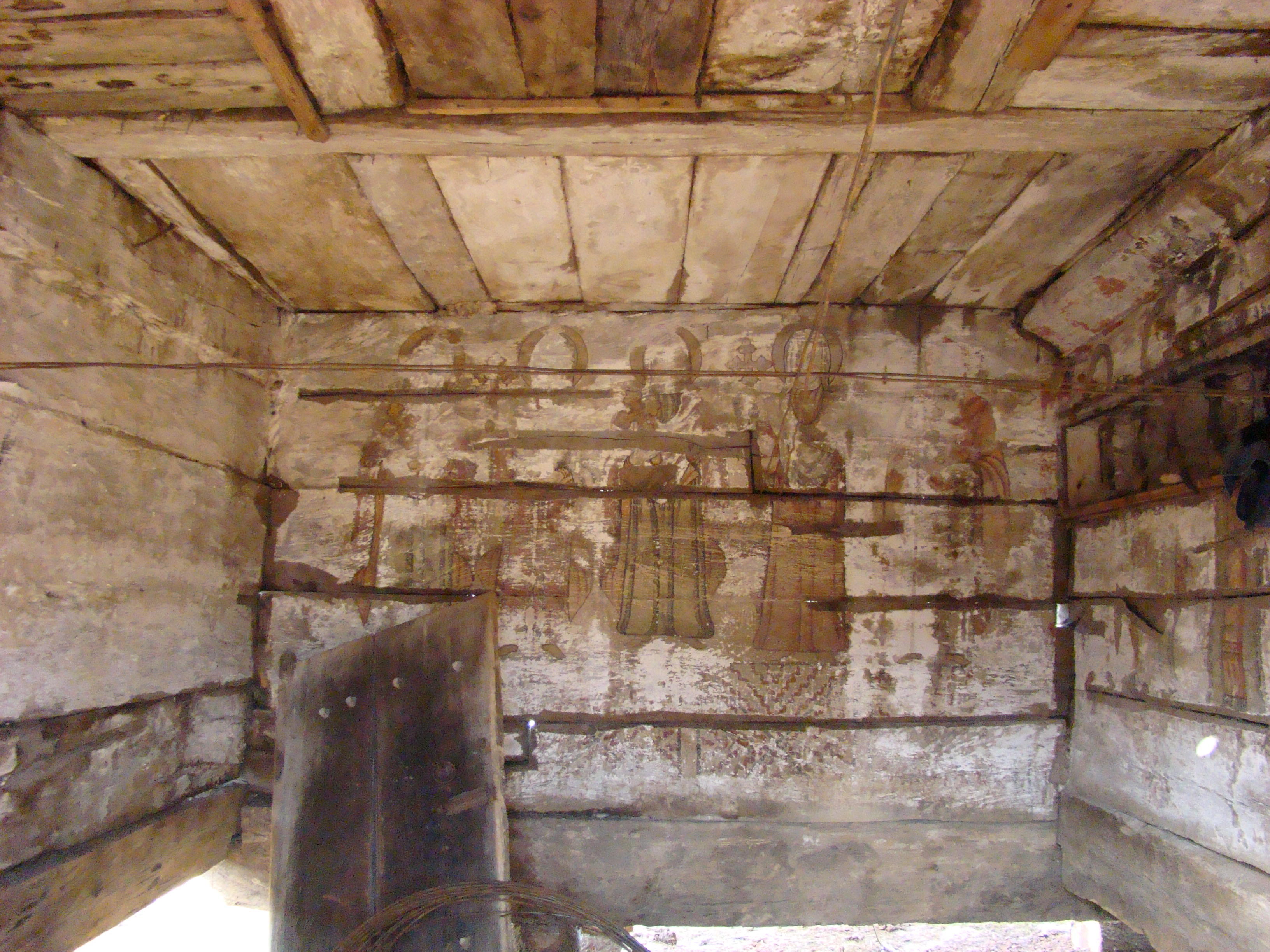
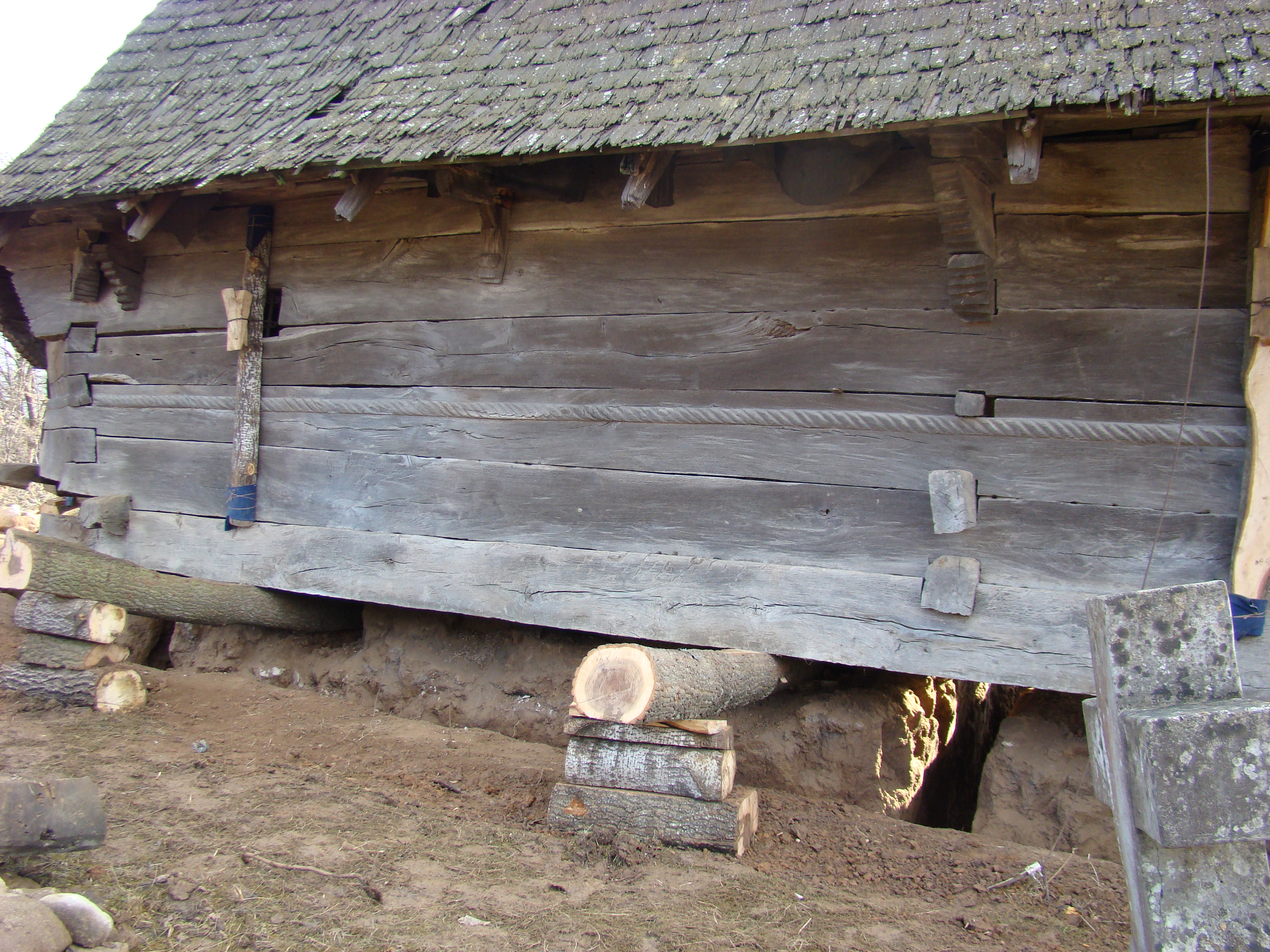
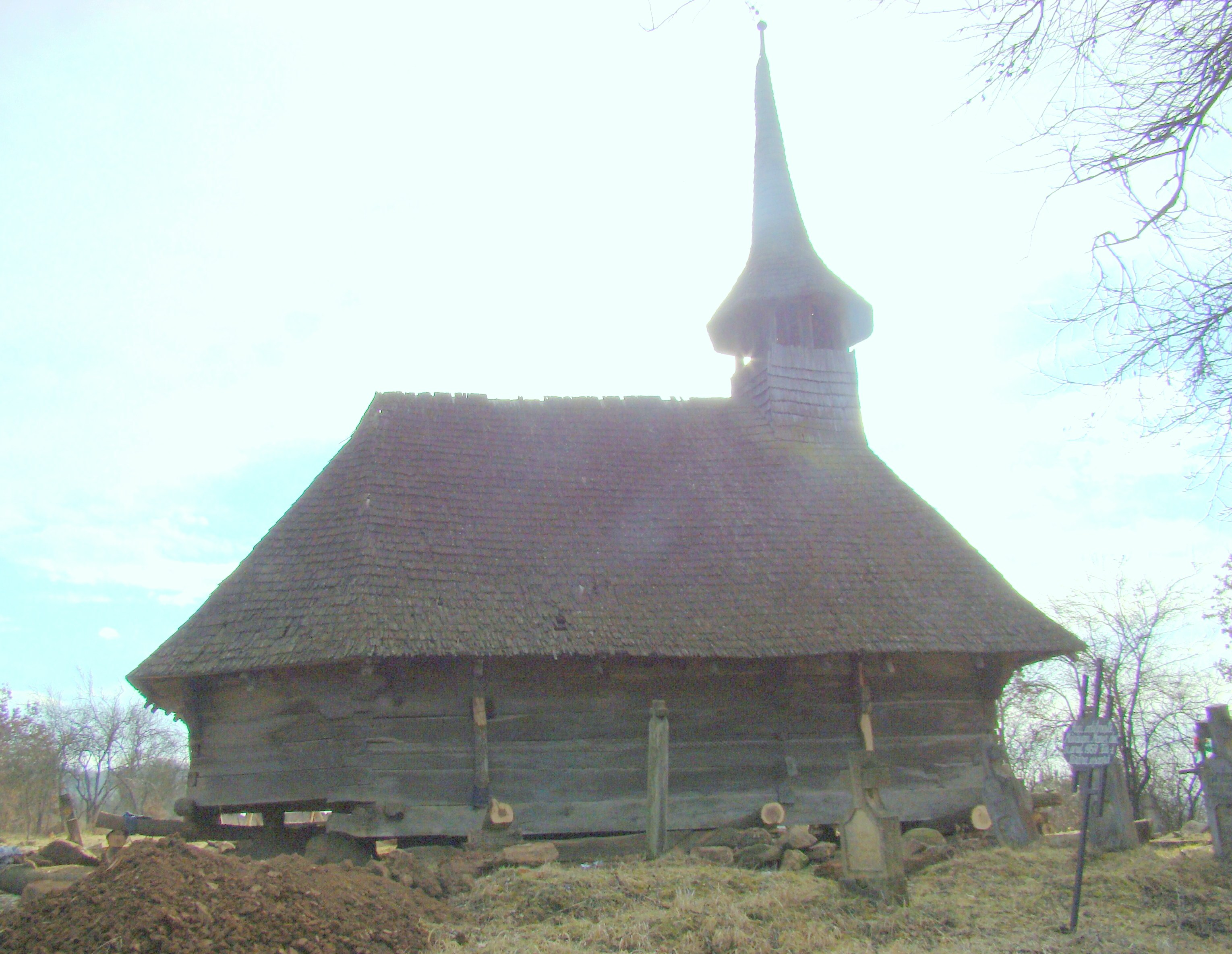
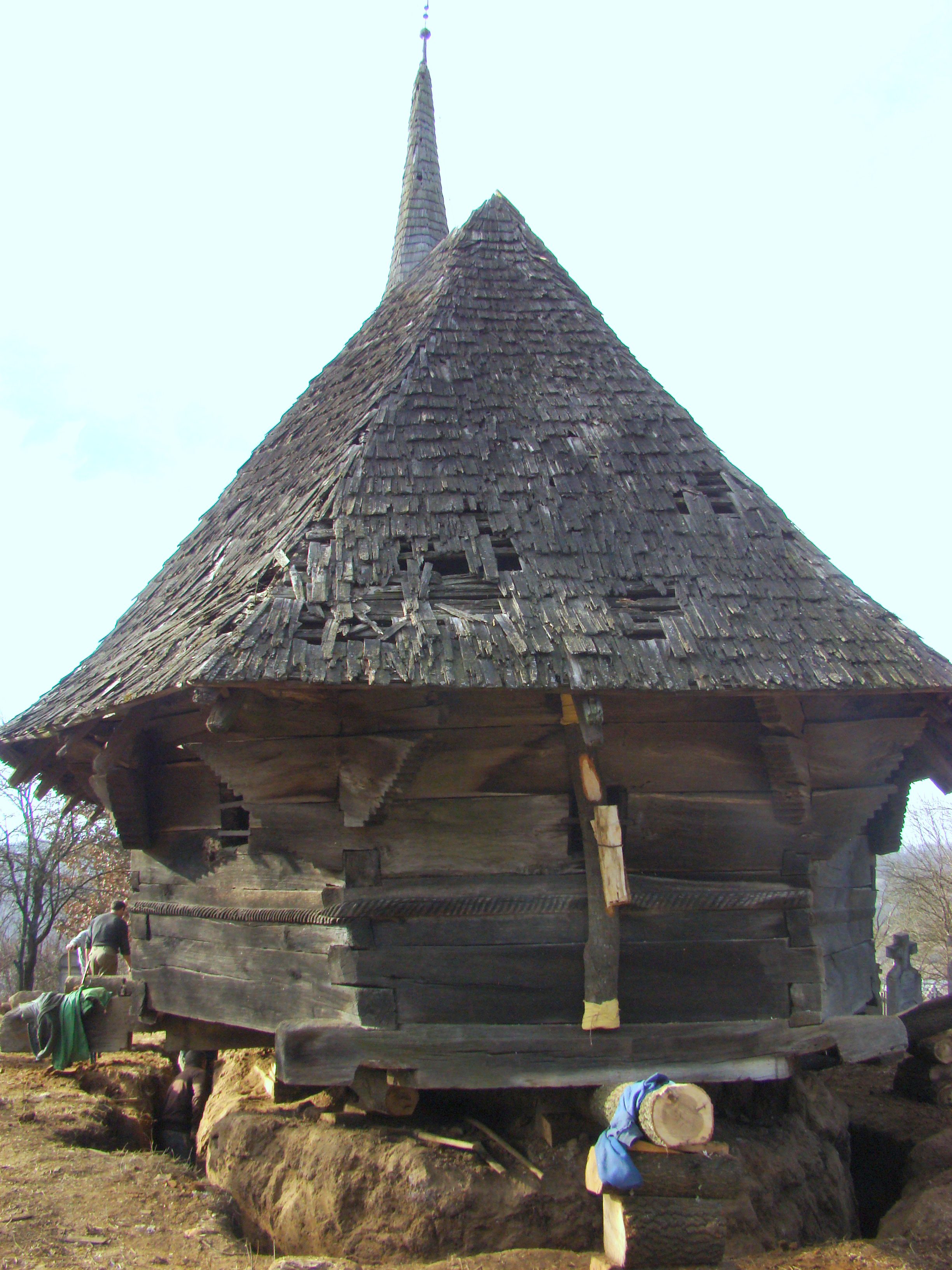
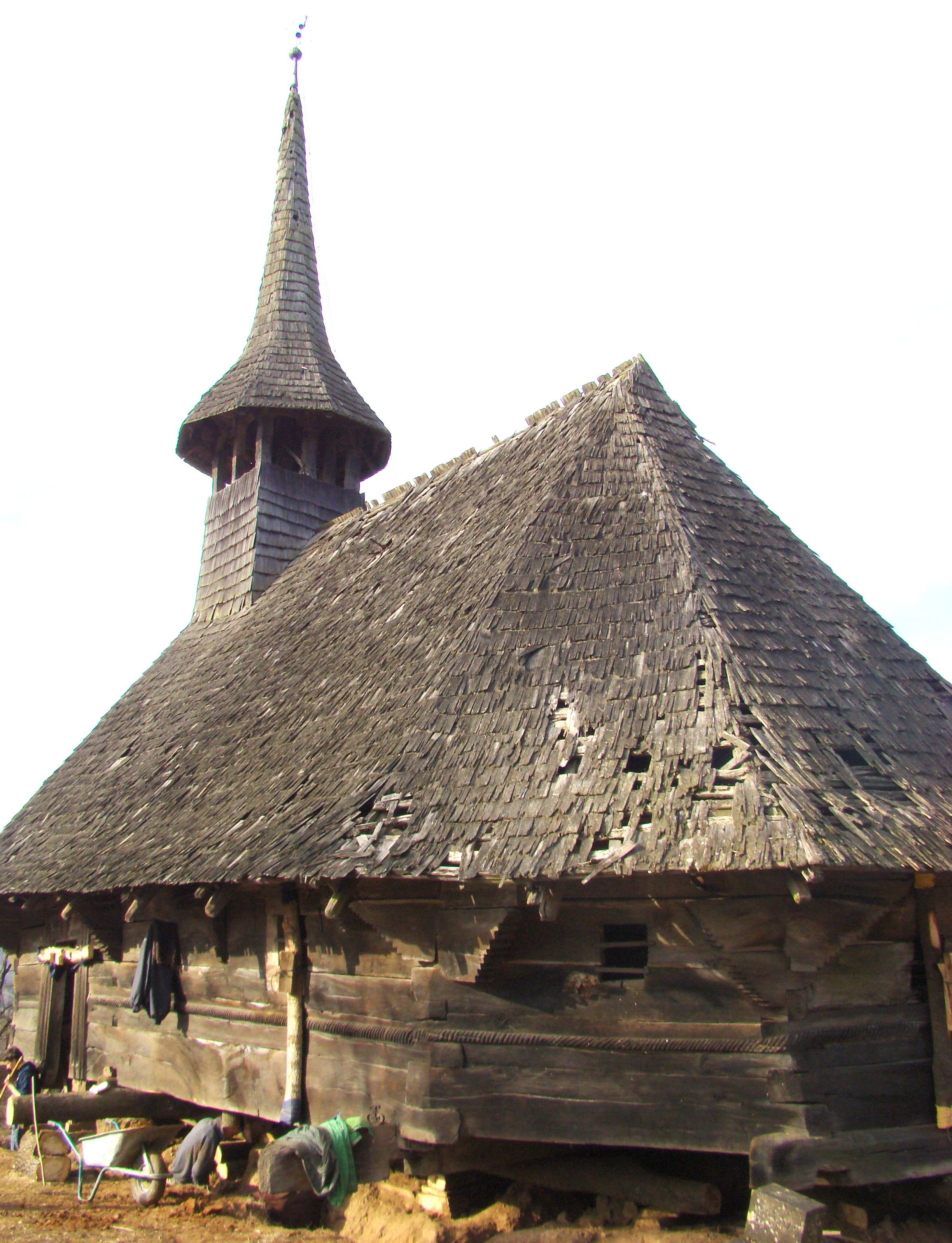
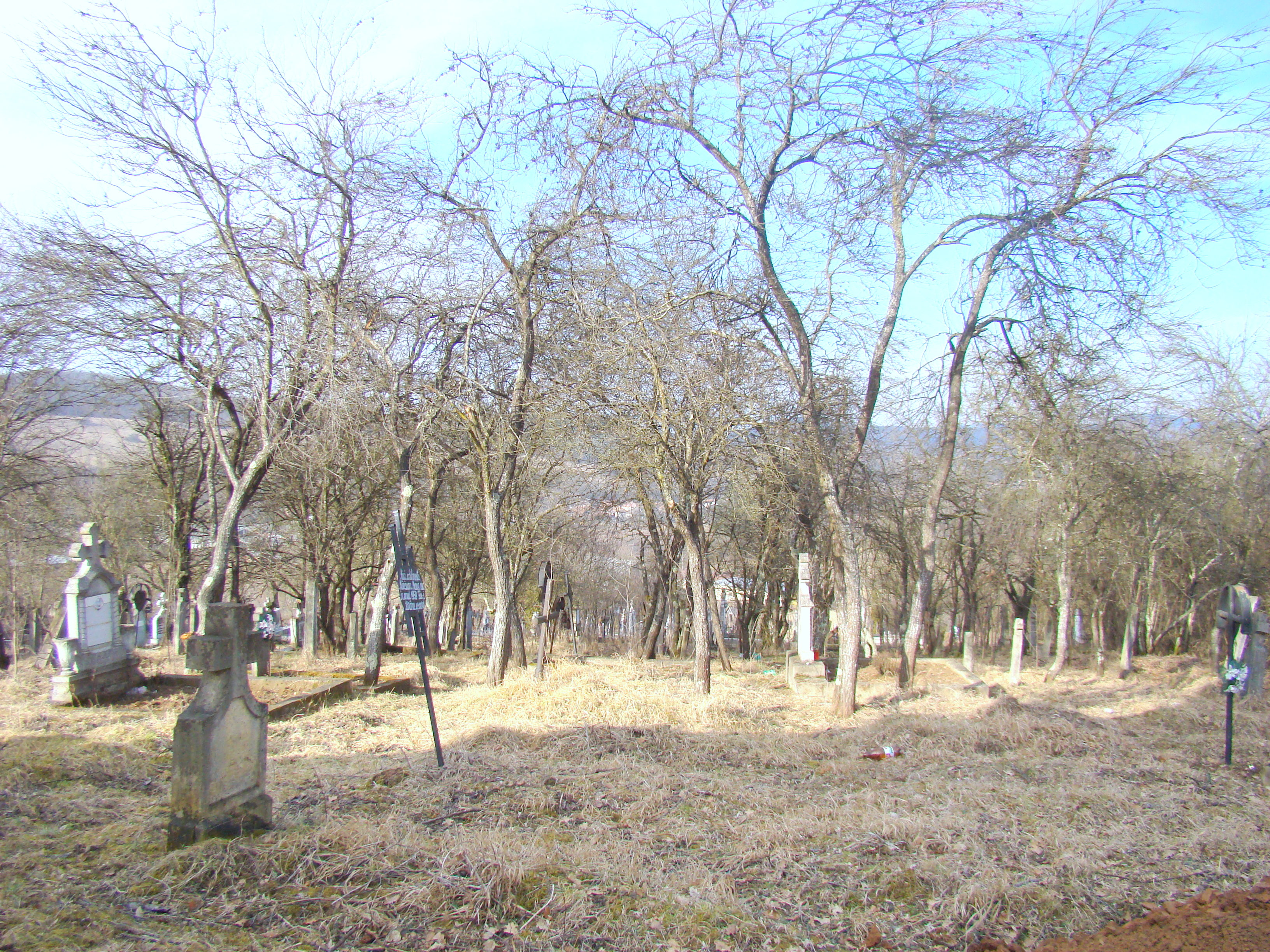
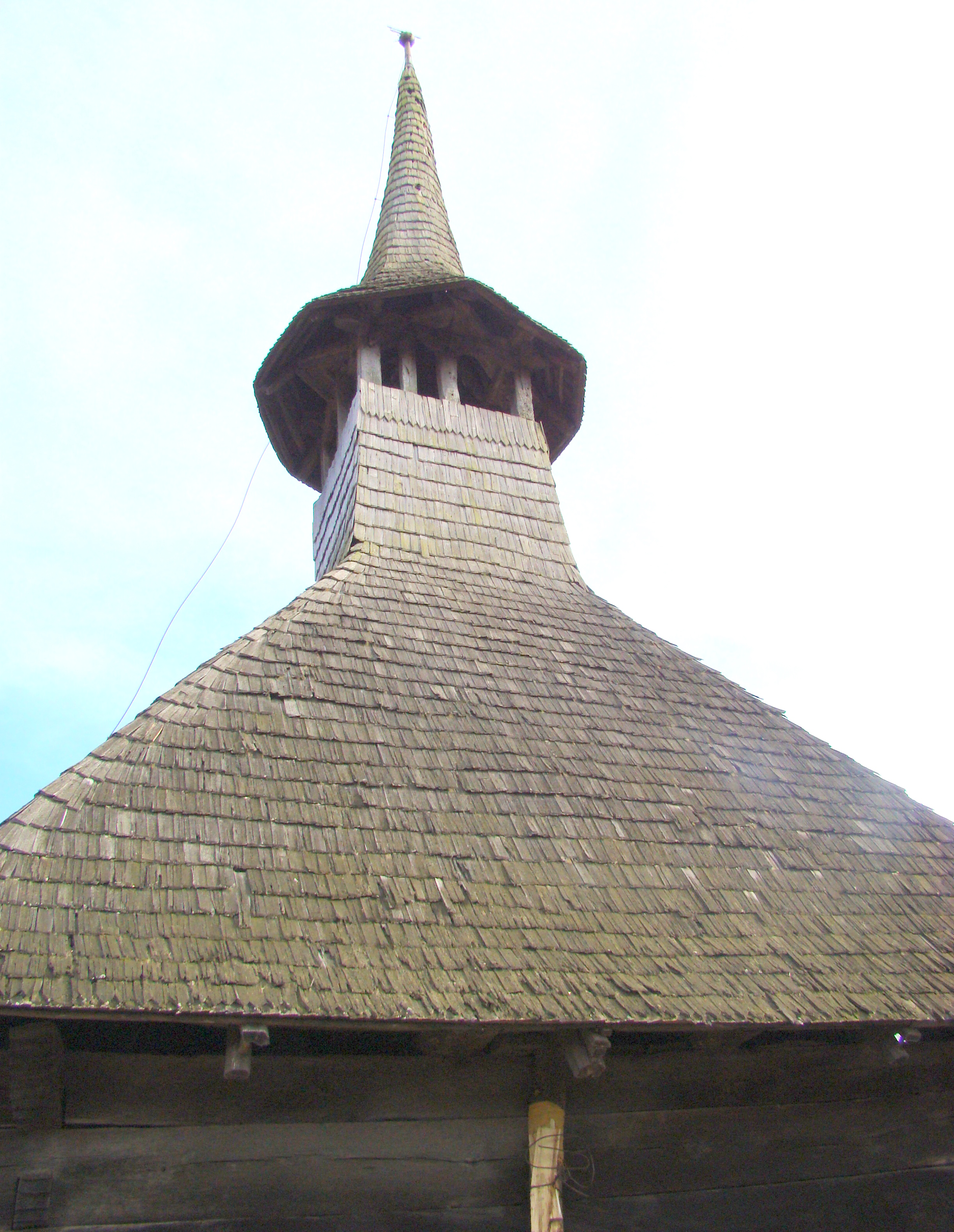
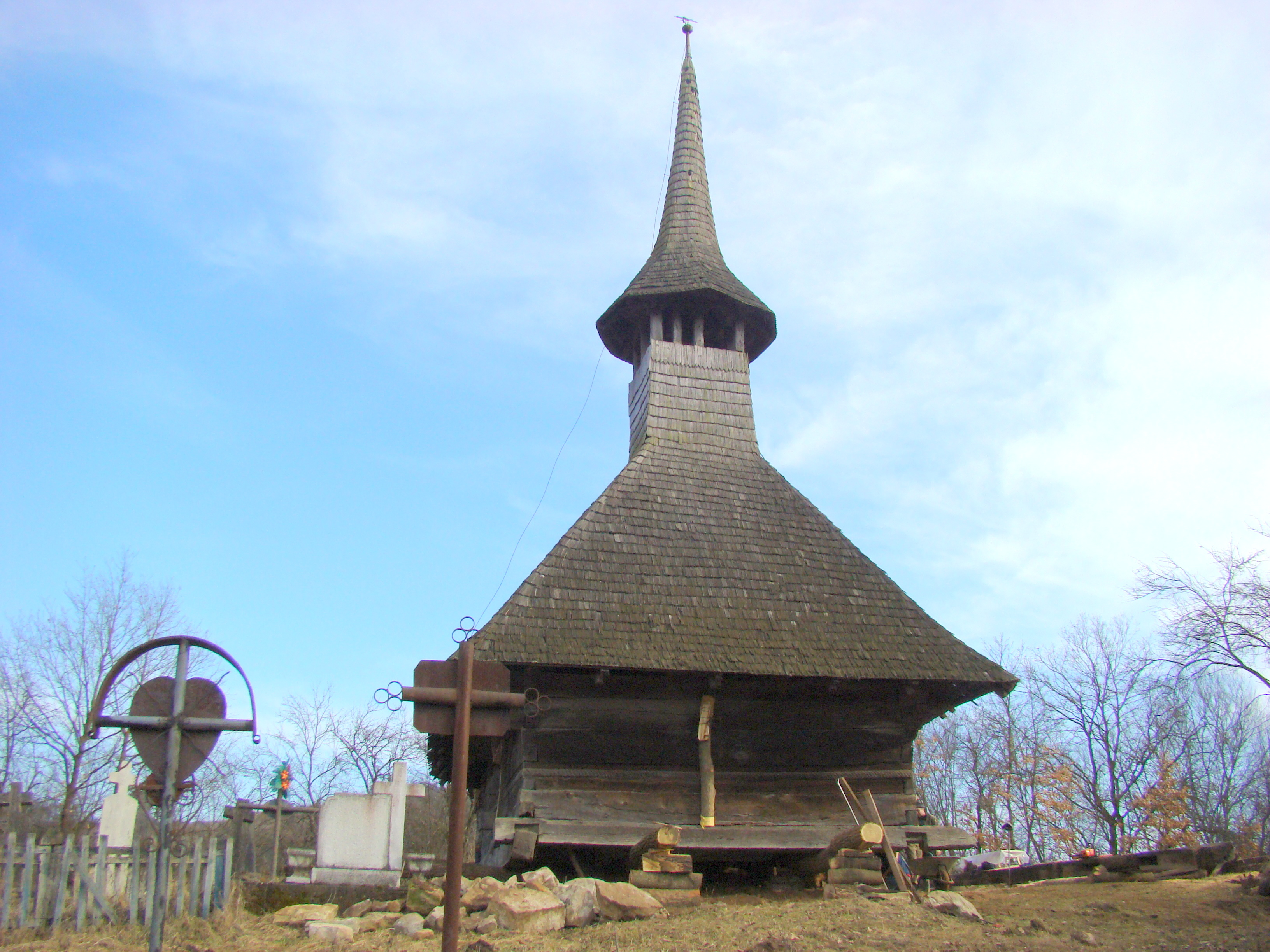
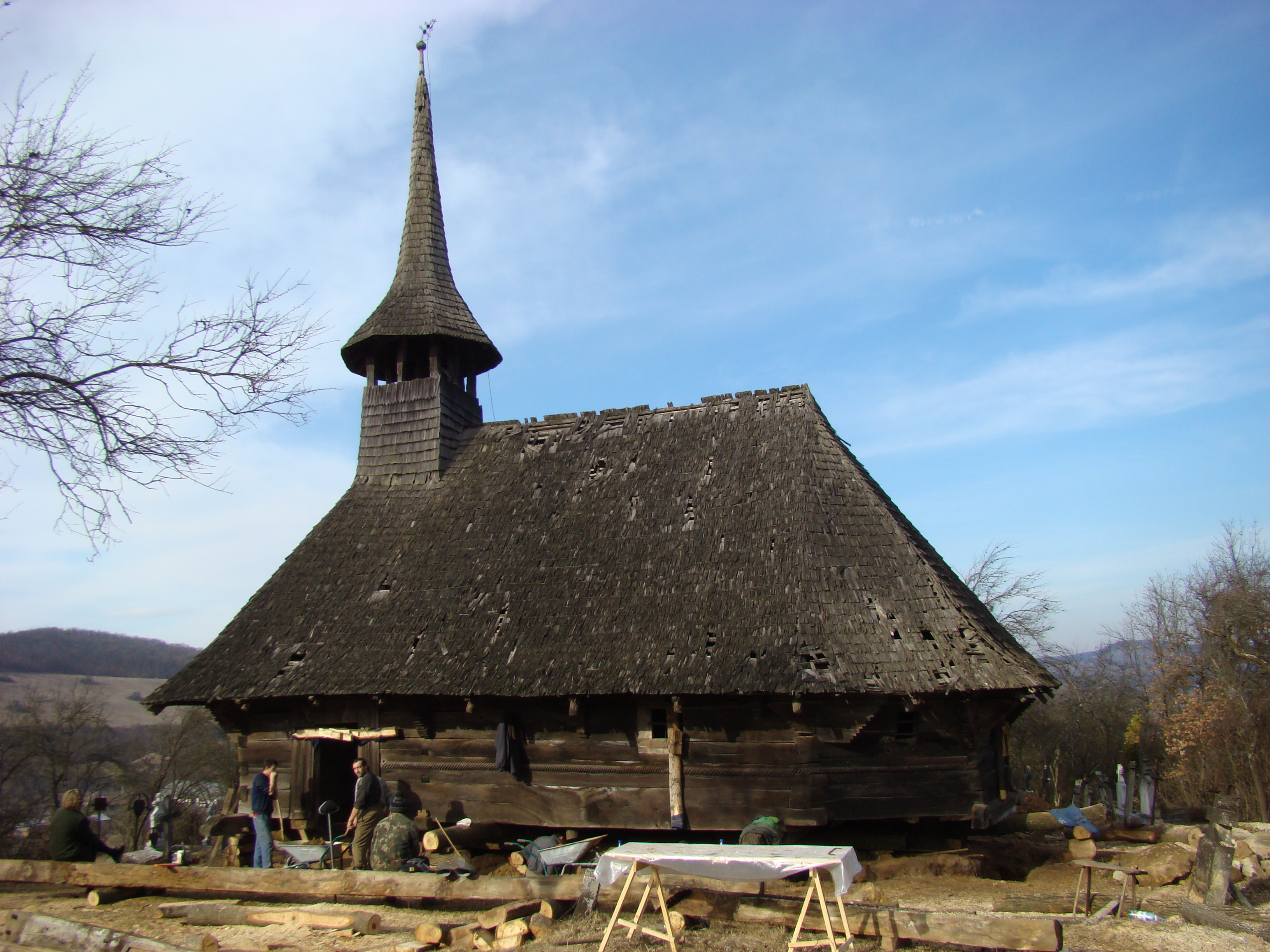
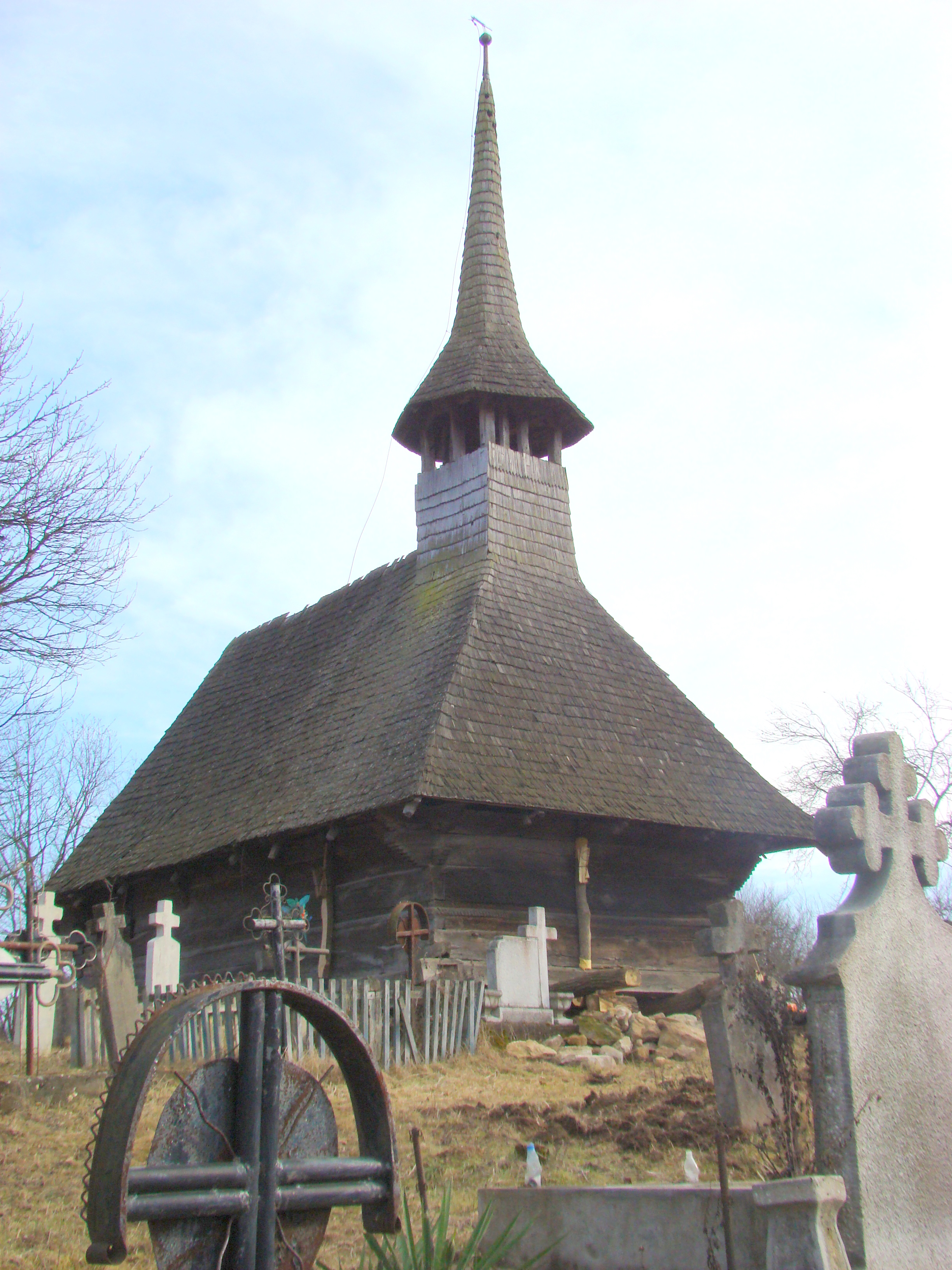